# Dear Friends VI さだまさしトリビュート
『Dear Friends VI さだまさしトリビュート』（ディア・フレンズ・シックス さだまさし・トリビュート）は、岩崎宏美のカバー・アルバム。 2012年5月23日発売。発売元はインペリアルレコード。 企画品番TECI-1328

## 解説
- 『Dear Friends』シリーズの第6弾。岩崎が敬愛し「生き神様」と称するさだまさしの作品だけをカヴァーしている。

## 収録曲
- 全作詞・作曲：さだまさし

1. 奇跡〜大きな愛のように〜
  - 編曲：上杉洋史
2. Birthday
  - 編曲：坂本昌之
3. 道化師のソネット
  - 編曲：上杉洋史
4. いのちの理由
  - 編曲：渡辺俊幸
5. 案山子
  - 編曲：坂本昌之
6. 夢
  - 編曲：古川昌義
7. 人生の贈り物 〜他に望むものはない〜
  - 編曲：千住明
8. 秋桜
  - 編曲：塩谷哲
  - 原曲：山口百恵
9. 虹〜Singer〜
  - 編曲：服部隆之
  - 原曲：雪村いづみ
10. 予約席
  - 編曲：上杉洋史
11. ひまわり
  - 編曲：坂本昌行
12. 片恋
  - 編曲：倉田信雄